# Harpactea gaditana
Harpactea gaditana este o specie de păianjeni din genul Harpactea, familia Dysderidae, descrisă de Pesarini, 1988.
Este endemică în Spania. Conform Catalogue of Life specia Harpactea gaditana nu are subspecii cunoscute.